# Ейнсворт (Вісконсин)
Ейнсворт (англ. Ainsworth) — місто (англ. town) в США, в окрузі Ланґлейд штату Вісконсин. Населення — 477 осіб (2020).

## Демографія
Згідно з переписом 2010 року, у місті мешкало 469 осіб у 222 домогосподарствах у складі 144 родин. Було 529 помешкань
Расовий склад населення:
| - 99,4 % — білих - 0,4 % — корінних американців - 0,2 % — чорних або афроамериканців |

До двох чи більше рас належало 0,0 %. Частка іспаномовних становила 0,0 % від усіх жителів.
За віковим діапазоном населення розподілялося таким чином: 14,5 % — особи молодші 18 років, 59,9 % — особи у віці 18—64 років, 25,6 % — особи у віці 65 років та старші. Медіана віку мешканця становила 53,2 року. На 100 осіб жіночої статі у місті припадало 104,8 чоловіків;  на 100 жінок у віці від 18 років та старших — 102,5 чоловіків також старших 18 років.
Середній дохід на одне домашнє господарство  становив 49 965 доларів США (медіана — 41 172), а середній дохід на одну сім'ю — 65 408 доларів (медіана — 56 458). Медіана доходів становила 50 625 доларів для чоловіків та 32 917 доларів для жінок. За межею бідності перебувало 10,9 % осіб, у тому числі 0,0 % дітей у віці до 18 років та 9,2 % осіб у віці 65 років та старших.
Цивільне працевлаштоване населення становило 182 особи. Основні галузі зайнятості: освіта, охорона здоров'я та соціальна допомога — 15,4 %, мистецтво, розваги та відпочинок — 14,8 %, публічна адміністрація — 13,2 %, виробництво — 12,1 %.